# Aeroportul Velikiye Luki
Aeroportul Velikiye Luki (IATA: VLU, ICAO: ULOL) este un aeroport din Velikie Luki, Regiunea Pskov, Rusia. A fost numit după Velikie Luki.
Situat la o altitudine de 100 m, aeroportul dispune de o singură pistă.